# Jean Chen Shih
Jean Chen Shih (Chen Jinghong, China, 29 de enero de 1942) es una bioquímica china.

## Biografía
Jean Chen Shih nació en Chen Jinghong (China), fue la segunda de los cuatro hijos de un ingeniero. Su madre venia de una familia rica. A la edad de los ocho años se mudó a Taiwán junto a su familia. Estudió bioquímica en la Universidad Nacional de Taiwán y obtuvo su doctorado en la materia a través de un programa conjunto en la Universidad de California en Riverside y Los Ángeles (UCLA). Una vez finalizada su investigación postdoctoral en UCLA,  empezó a impartir clases en la Escuela de Farmacia de la Universidad del Sur de California en 1974, donde finalmente fue nombrada profesora de farmacología y toxicología molecular. Shih se hizo conocida por su investigación  sobre la monoamino oxidasa. Es miembro de la Academia Sínica desde 2002. En 2013, el "USC-Taiwan Center" para la Investigación de Traducción fue fundada por el Fondo USC Daniel Tsai para la Traducción de la Investigación en Farmacia.  Shih fue nombrada fundadora y directora. En 2018 fue incorporada como miembro de la sección de la Academia Nacional de Inventores de la USC.